# Comparitie (vrijmetselarij)
Een comparitie is een bijeenkomst in een vrijmetselaarsloge. Hierbij geeft een van de leden van de loge een inleiding over een door hem gekozen onderwerp, wat daarna door de aanwezigen besproken wordt. 
Vrijmetselaarsloges in Nederland en België kennen in essentie twee soorten bijeenkomsten: de Open loge - welke overwegend ritueel van aard is - en de comparitie. Deze laatste bijeenkomst vindt doorgaans plaats in de Voorhof (vrijmetselaarsjargon voor de vergaderzaal in het logegebouw). Eerst is er een kort huishoudelijk gedeelte waarin de notulen van de vorige vergadering, de ingekomen post e.d. worden behandeld. Daarna houdt een van de logeleden een inleiding over een door hemzelf gekozen onderwerp, in vrijmetselaarsjargon 'hij levert een bouwstuk op'. Gebruikelijke onderwerpen zijn 
- de vrijmetselarij in het algemeen
- de maçonnieke symboliek en gebruiken
- maatschappelijke thema's
- thema's op het gebied van filosofie en levensbeschouwing
- onderwerpen die verband houden met de doelstellingen van de vrijmetselarij
- (zeer) persoonlijke lezingen, zogeheten leerlingbouwstukken.

Onderwerpen rondom politiek of godsdienst worden doorgaans vermeden.
Na de inleiding wordt de inhoud besproken waarbij uitgangspunt is dat eventueel verschillende meningen met elkaar worden vergeleken en niet tegenover elkaar worden gesteld. Dit gebeurt middels het zogeheten compareren, wat in twee rondes plaatsvindt. Hierbij kunnen via de Voorzittend Meester verduidelijkende vragen aan de inleider worden gesteld dan wel aanvullingen worden gedaan.
De comparitie is typisch voor Nederland en België, buitenlandse obediënties kennen dit type bijeenkomst niet.
Vrijmetselarij · Beginselen · Geschiedenis · Symbolen · Vrijmetselaarsloge · Ordegrondwet · Obediëntie · Regulariteit en irregulariteit · Ritus · Graden · Grootmeester · Gemengde vrijmetselarij · Para-vrijmetselarij · Antivrijmetselarij · Vrijmetselarij in Nederland · Vrijmetselarij in België
>>> Meer info op Portaal:Vrijmetselarij <<<